# Alberto García Tuñón
Alberto García Tuñón es un deportista cubano que compitió en vela en la clase Star. Ganó una medalla de plata en el Campeonato Mundial de Star de 1955.

## Palmarés internacional
| Campeonato Mundial | Campeonato Mundial | Campeonato Mundial | Campeonato Mundial |
| Año                | Lugar              | Medalla            | Clase              |
| ------------------ | ------------------ | ------------------ | ------------------ |
| 1955               | La Habana (Cuba)   | Medalla de plata   | Star               |